# Pik Sovetov
Pik Sovetov är en bergstopp i Kazakstan. Den ligger i den sydöstra delen av landet, 1 000 km söder om huvudstaden Astana. Toppen på Pik Sovetov är 4 258 meter över havet, eller 473 meter över den omgivande terrängen. Bredden vid basen är 2,1 km.
Terrängen runt Pik Sovetov är bergig åt nordväst, men åt sydost är den kuperad. Runt Pik Sovetov är det glesbefolkat, med 10 invånare per kvadratkilometer. Trakten runt Pik Sovetov består i huvudsak av gräsmarker.